# ریچارد گونزالس (بازیکن تنیس روی میز)
ریچارد گونزالس (انگلیسی: Richard Gonzales؛ زادهٔ ۳۱ مارس ۱۹۷۱) یک بازیکن تنیس روی میز اهل فیلیپین است. 
وی در مسابقات کشوری و بین‌المللی در مجموع برنده ۱ مدال طلا، ۲ مدال نقره، ۴ مدال برنز شده‌است.